# Juan Peregrino Anselmo
Juan Peregrino Anselmo (Montevideo, 30 d'abril de 1902 — 27 d'octubre de 1975) fou un futbolista uruguaià.
Jugava a la posició de davanter i fou membre de la selecció que es proclamà campiona del Mundial d'Uruguai 1930. Anselmo marcà 3 gols en el torneig.
Dos anys abans havia guanyat la medalla d'or als Jocs Olímpics d'Estiu de 1928 realitzats a Amsterdam (Països Baixos) amb la selecció de futbol de l'Uruguai.
Fou futbolista i més tard entrenador del CA Peñarol.